# What If … Ein himmlischer Plan
What If … Ein himmlischer Plan (Originaltitel: What If …) ist ein US-amerikanisches Filmdrama aus dem Jahr 2010 von Regisseur Dallas Jenkins. Kevin Sorbo, Kristy Swanson, Debby Ryan und John Ratzenberger spielen die Hauptrollen. What If … Ein himmlischer Plan ist der erste von zwei Filmen, die von Jenkins Entertainment und Pure Flix Entertainment gemeinsam produziert werden.

## Handlung
Ben Walker entschied vor 15 Jahren, seine große College-Liebe Wendy zu verlassen – und damit letztlich auch seinen Glauben zu verleugnen – um eine einträgliche Karriere als Geschäftsmann zu machen. Anstelle eines Doktors in Theologie (DTh) und eines Abschlusses in Biblischer Archäologie im Nebenfach schloss er die Harvard Business School als Klassenbester ab.
Auf diesem Weg ist Ben Chef seiner eigenen Firma und zu einem Finanzgenie geworden. Gerade als er seiner schönen, aber materialistisch gesinnten Verlobten einen Heiratsantrag gemacht und einen teuren Wagen gekauft hatte, erleidet er auf dem Weg zum Flughafen mit dem fabrikneuen Fahrzeug eine Panne. Engelsgleich taucht der ruppige Mechaniker auf, der ihm erklärt, er müsse sich anschauen, was aus seinem Leben geworden wäre, wenn er damals vor 15 Jahren Gottes Ruf gefolgt wäre. Plötzlich findet sich Ben in einer anderen Wirklichkeit wieder, wo er mit Wendy verheiratet ist und zwei Töchter hat: Kimberly, ein rebellischer Teenager, und deren kleine Schwester Megan. Es ist gerade Sonntagmorgen, wo seine Familie sich für den Kirchgang bereit macht und wo er als neuer Pastor der Gemeinde seine Antrittspredigt halten soll. Der Mechaniker-„Engel“ erklärt Ben, dass Gott ihn diese Erfahrung machen lässt, um ihm zu zeigen, was geschehen wäre, wenn er dem anderen Ruf gefolgt wäre.
Falls Ben in sein altes Leben zurückkehren will, muss er zuerst den Wert von Familie und Glaube kennenlernen und vielleicht die Liebe seines Lebens wieder entdecken.

## Dreharbeiten
What If … Ein himmlischer Plan wurde zwischen dem 28. Juni und 14. Juli 2009 mehrheitlich in den 10 West Studios im Ort Manistee (Michigan) gedreht. Einige Szenen entstanden in Grand Rapids (Michigan). Jerry B. Jenkins ist Eigentümer von Jenkins Entertainment; als Geschäftsführer ist sein Sohn Dallas Jenkins tätig. Jerry fungiert als Executive Producer and Dallas führt in beiden Filmen Regie. Pure Flix Entertainment ist für das Marketing und den Vertrieb beider Filme zuständig.

## Rezeption
What If … Ein himmlischer Plan hatte in Anwesenheit von Jerry B. Jenkins und seiner Frau auf der Konferenz der Christian Writers Guild in Denver Premiere. Der Film erhielt eine stehende Ovation.